# Uchtreda di Northumbria
Uchtreda di Northumbria (1067 o 1072) è stata regina consorte di re Duncan II di Scozia per circa cinque mesi, nel 1094.

## Biografia
Era la figlia più giovane di Gospatric, conte di Northumbria e duca di Dunbar, grande feudatario dell'Inghilterra settentrionale.
La sua data di nascita è sconosciuta, anche se nacque probabilmente tra il 1067 e il 1072. Si sa molto poco su di lei, se non che il padre Gospatric propose al giovane re di Scozia Duncan II di fidanzarsi con la figlia, nella speranza di creare un'alleanza tra le due famiglie (probabilmente in chiave anti-normanna).
Ma nel 1093 Donalbane, zio di Duncan, salì al trono di Scozia al posto del promesso sposo di Uchtreda. Le nozze vennero quindi celebrate in tutta fretta per sigillare l'alleanza e spodestare l'usurpatore Donald III. Duncan II si proclamò re a metà del 1094, ma rimase in carica per pochissimo tempo: dopo pochi mesi venne infatti assassinato dallo zio Donald III, che riprese il potere. Tuttavia, prima di morire, re Duncan era riuscito ad avere un figlio con la regina, William fitz Duncan.
Non si conosce la data della morte di Uchtreda, ma si sa che venne sepolta dell'abbazia di Dunfermline, nel Fife.

## Ascendenza
|                          |   |                       | Genitori                  |  |  | Nonni |  |  | Bisnonni          |  |  | Trisnonni |  |
|                          |   |                       |                           |  |  |       |  |  | Crinán di Dunkeld |  |  | …         |  |
|                          |   |                       |                           |  |  |       |  |  | Crinán di Dunkeld |  |  | …         |  |
|                          |   | …                     |                           |  |  |       |  |  | Crinán di Dunkeld |  |  |           |  |
| Maldred di Allerdale     |   |                       |                           |  |  |       |  |  | Crinán di Dunkeld |  |  |           |  |
|                          |   | Bethoc di Scozia      | Malcolm II di Scozia      |  |  |       |  |  |                   |  |  |           |  |
|                          |   | Bethoc di Scozia      | Malcolm II di Scozia      |  |  |       |  |  |                   |  |  |           |  |
|                          |   | Bethoc di Scozia      | …                         |  |  |       |  |  |                   |  |  |           |  |
| Gospatric di Northumbria |   | Bethoc di Scozia      |                           |  |  |       |  |  |                   |  |  |           |  |
|                          |   | Uchtred l'Ardito      | Waltheof di Bernicia      |  |  |       |  |  |                   |  |  |           |  |
|                          |   | Uchtred l'Ardito      | Waltheof di Bernicia      |  |  |       |  |  |                   |  |  |           |  |
|                          |   | Uchtred l'Ardito      | …                         |  |  |       |  |  |                   |  |  |           |  |
| Ealdgyth di Northumbria  |   | Uchtred l'Ardito      |                           |  |  |       |  |  |                   |  |  |           |  |
|                          |   | Ælfgifu d'Inghilterra | Etelredo II d'Inghilterra |  |  |       |  |  |                   |  |  |           |  |
|                          |   | Ælfgifu d'Inghilterra | Etelredo II d'Inghilterra |  |  |       |  |  |                   |  |  |           |  |
|                          |   | Ælfgifu d'Inghilterra | Ælfgifu di York           |  |  |       |  |  |                   |  |  |           |  |
| Uchtreda di Northumbria  |   | Ælfgifu d'Inghilterra |                           |  |  |       |  |  |                   |  |  |           |  |
|                          | … | …                     |                           |  |  |       |  |  |                   |  |  |           |  |
|                          | … | …                     |                           |  |  |       |  |  |                   |  |  |           |  |
|                          | … | …                     |                           |  |  |       |  |  |                   |  |  |           |  |
| …                        | … |                       |                           |  |  |       |  |  |                   |  |  |           |  |
|                          |   | …                     | …                         |  |  |       |  |  |                   |  |  |           |  |
|                          |   | …                     | …                         |  |  |       |  |  |                   |  |  |           |  |
|                          |   | …                     | …                         |  |  |       |  |  |                   |  |  |           |  |
| …                        |   | …                     |                           |  |  |       |  |  |                   |  |  |           |  |
|                          |   | …                     | …                         |  |  |       |  |  |                   |  |  |           |  |
|                          |   | …                     | …                         |  |  |       |  |  |                   |  |  |           |  |
|                          |   | …                     | …                         |  |  |       |  |  |                   |  |  |           |  |
| …                        |   | …                     |                           |  |  |       |  |  |                   |  |  |           |  |
|                          |   | …                     | …                         |  |  |       |  |  |                   |  |  |           |  |
|                          |   | …                     | …                         |  |  |       |  |  |                   |  |  |           |  |
|                          |   | …                     | …                         |  |  |       |  |  |                   |  |  |           |  |
|                          |   | …                     |                           |  |  |       |  |  |                   |  |  |           |  |